# فن پومودورو

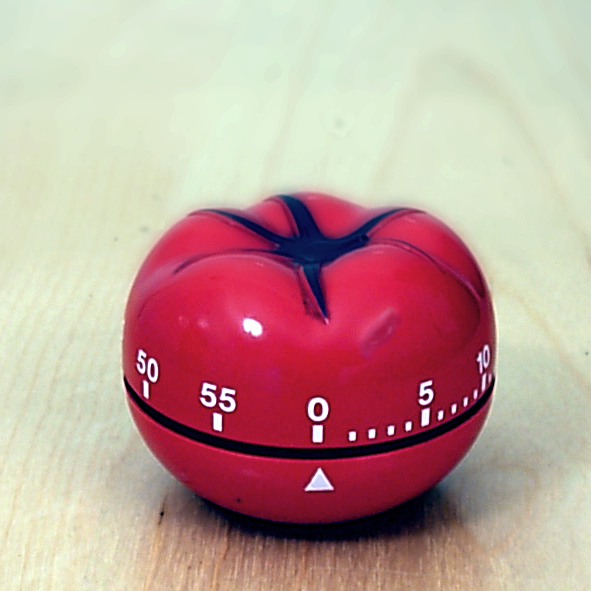
یک زمان‌سنج آشپزخانهٔ پومودورو

فن پومودورو یا تکنیک پومودورو (به ایتالیایی: Tecnica del pomodoro) یکی از روش‌های مدیریت زمان، ابداع‌شده توسط فرانچسکو چیریلو است. بر طبق این روش بهترین تکهٔ زمانی برای کار کردن ۲۵ دقیقه است که برابر است با مدت زمان لازم برای درست‌کردن سس پومودورو که یک سس گوجه‌فرنگی سنتی ایتالیایی است. فرد پس از ۲۵ دقیقه کار باید برای مدت کوتاهی مثلاً ۳ تا ۵ دقیقه استراحت کند.
در این فن، هر بازهٔ زمانی ۲۵ دقیقه‌ای یک پومودورو نامیده می‌شود و پس از هر چهار پومودورو یک استراحت طولانی‌تر ۱۵ تا ۲۰ دقیقه‌ای وجود دارد.
چیریلو که یک نوآور و کارگشا در زمینهٔ فنون بهبود فرایند شناخته می‌شود این فن را در اواخر دههٔ ۱۹۸۰ میلادی به دنبال تحقیقات در زمینهٔ بهبود عادت‌های مطالعهٔ خودش معرفی کرد. مفاهیم به کار رفته در این روش مشابه فنون جعبه‌بندی زمان و توسعهٔ مکرر و فزاینده در زمینهٔ طراحی نرم‌افزار است. ایدهٔ اصلی این روش این است که استراحت‌های مکرر می‌تواند به چابکی ذهن کمک کند.

## اصول اساسی
در این فن و تکنیک شش اصل و مرحله وجود دارد:
1. انتخاب کاری که باید انجام شود.
2. تنظیم زمان‌سنج که به صورت سنتی ۲۵ دقیقه است.
3. کار بر روی تکلیف تا زمانی که زمان‌سنج به زنگ درآید. اگر حواس‌پرتی گوناگون به سراغتان آمد آن را یادداشت کنید و سریعا به ادامه تکلیف بازگردید.
4. وقتی که زمان‌سنج به زنگ درآمد، علامت تیک را بر کاغذی یادداشت کنید [۴]
5. اگر شما کمتر از چهار علامت تیک بر روی کاغذتان دارید، استراحتی کوتاه ۳ تا ۵ دقیقه‌ای کنید و به مرحله اول بازگردید.
6. اگر تعداد علامت‌های تیک‌دار روی کاغذتان به بیش از چهار رسیده، استراحتی ۱۵ تا ۳۰ دقیقه‌ای را در پیش گرفته و لیست علامت‌های تیک‌دارتان را پاک کنید، سپس به مرحله اول بازگردید.

## مراحل انجام روش پومودورو
پنج مرحله برای انجام درست روش پومودورو وجود دارد که باید به ترتیب انجام شوند تا شما بتوانید مؤثر از وقت خود استفاده کنید. پژوهش‌ها نشان می‌دهند با استفاده از این روش شما می‌توانید از همان زمان قبلی که صرف انجام کارها می‌کردید بهره بسیار بالاتری ببرید. مراحل انجام روش پومودورو عبارت است از :
۱. یک وظیفه یا کار را انتخاب کنید: ابتدا یکی از وظایف یا کارهایی که در روز باید انجام دهید را انتخاب کنید. انتخاب وظیفه یا کار هم مهم است سعی کنید کارهای با اهمیت بالاتر که فکر می‌کنید انجام آن سخت است را انتخاب کنید.
۲. یک تایمر ۲۵ دقیقه‌ای تنظیم کنید: یک برنامه ساده تایمر دانلود کنید و از تلفن همراه یا از روی ساعت ۲۵ دقیقه زمان در نظر بگیرید.
۳. روی آن وظیفه یا کار تا پایان زمان تایمر (۲۵ دقیقه) کار کنید. در واقع در این ۲۵ دقیقه باید به‌ طور کامل روی همان کار تمرکز داشته باشید و به هیچ وجه از روی آن کار به کارها و وظایف دیگر جابجا نشوید.
۴. بعد از ۲۵ دقیقه حدود ۵ دقیقه باید استراحت کنید. این استراحت واجب است حتی اگر کاری که در حال انجام آن هستید تمام نشده است باز هم باید از آن دست بکشید و اجازه دهید تا ذهن و بدن شما استراحت کند. این پنج دقیقه نباید کار دیگری انجام دهید و باید روی استراحت کردن بدن و ذهن خود متمرکز باشید.
۵. خب تا اینجا اگر تمامی مراحل را به خوبی پیش رفته باشید یک پومودورو را انجام داده‌اید. نکته آخر اینکه بعد از انجام هر چهار بار پومودورو باید یک استراحت ۱۵ تا ۳۰ دقیقه‌ای داشته باشید.

## ابزارها
مبدع این تکنیک تنها ابزارهایی ساده را برای این فن در نظر گرفته‌است. تنها یک زمان‌سنج ساده به همراه کاغذ و قلم می‌تواند شما را در این تکنیک یاری کند. اما امروز تعدادی برنامه کابردی موبایل و نسخه آنلاین نیز برای این تکنیک وجود دارد.

## واژه‌نامه
1. ↑  Francesco Cirillo
2. ↑  time boxing